# Imagination (1943)
Imagination ist ein US-amerikanischer animierter Kurzfilm von Bob Wickersham aus dem Jahr 1943.

## Handlung
Ein Mädchen spielt mit ihren Puppen, einer Frau und einem Mann. Der Mann hat Löcher in den Schuhen, ein Knopf fehlt und sein Hemd ist kaputt. Das Mädchen will wissen, was der Mann wohl nachts so alles angestellt hat. Der Erzähler stellt fest, dass viel mehr Menschen eine so ausgeprägte Phantasie haben sollten, wie sie beim Kind noch vorhanden ist.
Das Mädchen schläft und die Puppen erwachen zum Leben. Puppenmann und Puppenfrau sind verliebt und tanzen, doch erscheint eine große männliche Aufziehfigur, die dem Mann die Frau ausspannen will. Als die Frau ihn abweist, entführt die Aufziehfigur die Frau in seinem Aufziehauto. Der Puppenmann verkleidet sich in einem Papier-Anziehpuppen-Bogen in die Frau und kann unbemerkt auf dem Beifahrersitz des Autos Platz nehmen. Er flirtet mit dem Aufziehmann und fesselt ihm die Hände, als er vorgibt, Stricken zu wollen und die Wolle über seine Hände legen zu müssen. Anschließend gibt er sich zu erkennen und prügelt den Aufziehmann aus dem Auto. Mit der Puppenfrau fährt er weiter, doch gelingt es dem Aufziehmann, über ein Flugzeugmobile zu einem Flugzeug zu kommen und den Puppenmann mit einem Pümpel aus dem Wagen in die Luft zu ziehen. Das führerlose Auto mit der Puppenfrau zerschellt an einem Tischbein. Die Puppenfrau liegt nun schwerverletzt im Krankenhaus und ihr Ende ist nah, als der Puppenmann eine Sandtransfusion an sich vornehmen lässt und so die Puppenfrau rettet. Beide Puppen tanzen auf dem Bett und fallen schließlich als Puppen leblos in die Arme des schlafenden Mädchens. Als es sich dreht, fällt die Puppenfrau auf den Puppenmann und küsst ihn so. Der Puppenmann bekommt einen roten Kopf.

## Produktion
Imagination wurde im Rahmen der Reihe Color Rhapsody in Technicolor realisiert. Sämtliche Dialoge werden gereimt und gesungen vorgetragen. Der Film erlebte am 29. Oktober 1943 seine Premiere.

## Auszeichnungen
Imagination wurde 1944 für einen Oscar in der Kategorie „Bester animierter Kurzfilm“ nominiert, konnte sich jedoch nicht gegen Tom spielt Feuerwerker durchsetzen.